# (3320) Namba
(3320) Namba est un astéroïde de la ceinture principale.

## Description
(3320) Namba est un astéroïde de la ceinture principale. Il fut découvert le 14 novembre 1982 à Kiso par Hiroki Kosai et Kiichiro Hurukawa. Il présente une orbite caractérisée par un demi-grand axe de 2,46 UA, une excentricité de 0,05 et une inclinaison de 4,1° par rapport à l'écliptique.

## Compléments